# Тимъти Лири
Тимъти Франсис Лиъри (на английски: Timothy Francis Leary) е американски психолог и автор на книги, известен най-вече с изучаването на ефектите на психеделичните наркотици и с позицията, насърчаваща свободата на тяхното използване.

## Биография
Роден е на 22 октомври 1920 г. в Спрингфийлд, Масачузетс. През Втората световна война Лиъри е военен лекар, едновременно с това следва във Военната академия в Уест Пойнт. Става бакалавър по психология, но през 1943 г. напуска академията. През 1946 г. става магистър в Уошингтън Стейт Юнивърсити, а през 1950 г. завършва своята докторантура в Калифорнийския университет в Бъркли. Преподава в Харвард до 1963 г., когато е изгонен от там. През това време Лиъри вече е пробвал ЛСД и е станал горещ негов защитник и пропонент. Първоначално Лиъри е несъгласен с Кен Киси, че всички трябва да пробват ЛСД – Лиъри настоява, че трябва да се подхожда стриктно и научно към тази дрога и преживяванията, свързани с нея. Впоследствие обаче той става поддръжник на идеята за масовата употреба. Лиъри запознава с ЛСД множество хора, включително Олдъс Хъксли, Телониъс Монк, Алан Гинсбърг, Уилям Бъроуз и Джак Керуак. Той вярва, че под въздействието на ЛСД може да се преживее както илюминацията, така и отделните сфери, описани в Тибетска книга на мъртвите. Подтикнати от преживяванията си на ЛСД Лиъри, заедно с колегите си Ралф Мецнер и Ричард Алпърт (Ram Das) написват психаделична адаптация на тибетския текст, който да служи за наръчник на психонавтите.
През 1970 г., по време на политическата си кампания за губернатор на Калифорния, Лиъри е осъден на 20 години затвор заради притежание на около 40 грама марихуана, което той отрича. В затвора му дават да попълни психологически въпросник, който самият той е измислил преди години. Лиъри го попълва така, че да създаде впечатление, че е лесно доминиран и подчиняващ се. В резултат получава килия в най-слабо охраняваното крило на затвора, от което по-късно бяга. След това Лиъри живее в Алжир, Швейцария, Австрия и Ливан. Следва Афганистан, откъдето е отвлечен от американското разузнаване. Той бива задържан от американски агенти още преди да слезе от самолета, с който каца в Кабул. Върнат е в САЩ, където е арестуван с обявена гаранция от 5 милиона долара – най-голямата в историята на САЩ дотогава. Съдията се аргументира с това, че ако Лиъри е на свобода, ще продължи да разпространява опасните си идеи. Това е в акорд с изявлението на американския президент Ричард Никсън, който го обявява за „най-опасния човек в Америка“. Лиъри е поставен в отделна килия с присъда от 95 години, негов съсед в срещуположната клетка е Чарлз Менсън. Лиъри води разговори с Менсън и пише книги. Освободен е през 1976 от новоизбрания либерален губернатор на Калифорния Джери Браун, който заема мястото на предишния консервативен губернатор и бъдещ президент – Роналд Рейгън. Остатъка от живота си Лиъри посвещава на писане на книги и изнасяне на лекции.
Умира на 31 май 1996 година в Лос Анджелис от рак на простатата. След смъртта си той е кремиран, а прахът му е изстрелян в Космоса, заедно с останките на още 24 души, на 21 април 1997 г. Сега останките на Лиъри обикалят Земята на всеки 62 минути.
Преди да умре, моли роднините си да му дадат ЛСД и умира под въздействието на дрогата, както години преди него прави писателят Олдъс Хъксли. Последните му думи са „защо не?“, повторени с различни интонации. Един от най-близките му приятели Робърт Антон Уилсън продължава да разпространява идеите на Лиъри, преди самия той да умре през 2007 г.

## Идеи

### Просветление по време на психиделично преживяване
Лиъри смята, че Тибетската книга на мъртвите е всъщност ръководство за поведение по време на психиделично пътуване. Тоест, четящият се старае да помогне не буквално на „душата“ на „мъртвия“, а на човек, изпаднал в дълбок психиделичен транс. По тази логика, според Лиъри, както в тибетската книга се говори за ослепителна светлина, която носи истината и която трябва да бъде видяна и избрана вместо турболентните видения и преживявания – същото важи и за ЛСД пътуването. Избягването на кармичната обусловеност се разглежда като избягване на „его – игри“. Както и в тибетския текст, се приема, че в началото на ЛСД пътуване, човек има възможност да види светлината и да осъзнае истината. Ако това не се случи, следват видения и приключения и последващи възможности да се види светлината, но с прогресивно намаляване на нейното въздействие. Ако човек през цялото пътуване не успее да разбере нищо освен хаотични чувства и видения, или дори изпадне в ужас, то тогава единственото което остава е той/тя да бъде тласкан към „успешно прераждане“, или в случая на ЛСД пътуване – към „успешно връщане към его-съществуване“.

### Осемте вериги на човешкото съзнание
Лиъри разделя елементите и потенциала на човешкото съзнание на осем вериги, четири от които се намират в лявото мозъчно полукълбо, и четири – в дясното:
1. верига на био-оцеляването – тип мозък появил се преди 2 – 3 милиарда години, база за поведение тип „приближаване към хубаво, бягане от лошо“. Може да се активира с морфин или опиум.
2. верига на емоциите – на около 500 млн. години, база за отношения тип доминация, подчинение, сътрудничество. Може да се активира с алкохол
3. верига на символно мислене – на около 4 – 5 млн. години – база за създаване на човешки артефакти и концептуално мислене. Стимуланти като кафе, чай, кокаин, амфетамини.
4. социално-сексуалната верига – база за предаване на племенна – етническа информация от поколение на поколение, база за понятието „време“. Лиъри не може да посочи съответстващия наркотик, според по-късни последователи може да е екстази.
  1. невро-соматичната верига – на около 4000 години, появява се в първите аристократични класи. Сексуално удоволствие и окултизъм. Активиращ наркотик – марихуана (THC).
5. невро-електрическата верига – на около 2500 години. Активиране чрез псилоцибинови гъби, мескалин. Нервната система спира да се идентифицира със света и осъзнава, че е нервна система. Според Лиъри тази верига ще позволи комуникиране с други форми на живот, когато започнат пътуванията из дълбокия Космос.
6. невро-генетичната верига – получаване на сигнали на ниво ДНК – РНК. Спомени от предишни прераждания, усещане за безсмъртие. Отворен достъп до „колективното несъзнавано“ на Карл Густав Юнг или „филогенетичното несъзнавано“ на Станислав Гроф. Активира се с ЛСД.
7. невро-атомичната верига – база за „астрални проекции“, „излизания от тялото“, контакти с „извънземни“ или „вселенски разум“. Преживявания, сходни с тези, документирани от Джон Лили и Карлос Кастанеда. Ограниченията на пространството, времето и скоростта на светлината отпадат. Високи дози ЛСД помагат да се доближи това усещане.